# クララ・ペトレッラ
クララ・ペトレッラ（Clara Petrella, 1914年3月28日 - 1987年11月19日）は、イタリアのソプラノ歌手。
ミラノで作曲家エッリーコ・ペトレッラの家系に生まれる。声楽家だった姉ミカエラに声楽の手ほどきを受けた後、ジャンニーナ・ルッスの薫陶を受けた。1938年にフィレンツェの声楽コンクールで優勝し、翌年ミラノのプッチーニ劇場にてジャコモ・プッチーニの《トゥーランドット》のリュー役でデビューを飾った。1947年にミラノ・スカラ座に出演し、以後20年間にわたってスカラ座の専属歌手として活躍した。
ミラノにて死去した。

## 註
1. ↑  treccani.it

| スタブアイコン | サブスタブ | この項目は、まだ閲覧者の調べものの参照としては役立たない、歌手に関連した書きかけの項目です。この項目を加筆・訂正などしてくださる協力者を求めています（P:音楽/PJ:芸能人）。 |